# Nisenan (taal)

De groene kleur op de kaart geeft weer waar het Nisenan (oorspronkelijk) gesproken werd in Californië.

Nisenan (ook wel Zuid-Maidu, Neeshenem, Nishinam, Pujuni of Wapumni genoemd) is een bijna uitgestorven Maidutaal die werd gesproken door de Nisenan uit Californië in de uitlopers van de Sierra Nevada in de streek rond de Bear- en Yubarivier.
In 1994 was er nog slechts één spreker van de taal. Algemeen wordt echter aangenomen dat er nog wel meer sprekers van de taal zijn, hoewel ze niet bekend zijn. Onlangs is met name door de publicatie van het Nisenan Workbook van Alan Wallace, waarvan tot dusverre drie delen zijn verschenen, een poging ondernomen om de taal nieuw leven in te blazen. Het boek is te vinden in het California State Indian Museum in Sacramento en de Maidu Interpretive Center te Roseville.
Aangezien de Nisenan (net als de meeste inboorlingen van Centraal-Californië) geen stam waren, maar eerder een verzameling van onafhankelijke tribelets (kleinere stammen met vergelijkbare taalkundige kenmerken), bestonden er veel dialecten met een grote mate van variatie. Hierdoor lopen de gegevens over de taal nogal uiteen, vooral wat fonemen betreft.